# Distretto di Bruck an der Mur
Bruck an der Mur è stato un distretto amministrativo dello stato di Stiria, in Austria. Il 1º gennaio 2013 il distretto si è fuso con quello di Mürzzuschlag per formare il nuovo Distretto di Bruck-Mürzzuschlag.

## Geografia antropica
Il distretto si suddivideva in 21 comuni, di cui 3 con status di città e 7 con diritto di mercato. Ogni comune ha scritto sotto i propri comuni catastali (Katastralgemeinden), corrispettivi grossomodo alle frazioni.

### Città
- Bruck an der Mur
  - Berndorf, Kaltbach, Pischk, Pischkberg, Übelstein, Wiener Vorstadt
- Kapfenberg
  - Arndorf, Deuchendorf, Diemlach, Einöd, Emberg bei Bruck an der Mur, Emberg bei Kapfenberg, Floning, Hafendorf, Krottendorf, Pötschach,  Sankt Martin, Schörgendorf, Stegg, Winkl
- Mariazell
  - Rasing

### Comuni mercato
- Aflenz Kurort
- Breitenau am Hochlantsch
  - Sankt Erhard, Sankt Jakob-Breitenau
- Oberaich
  - Heuberg, Kotzgraben, Mötschlach, Oberdorf, Picheldorf, Sankt Dionysen, Urgental, Utschtal
- Sankt Lorenzen im Mürztal
  - Alt-Hadersdorf, Fuscht, Gassing, Lesing, Mödersdorf, Mürzgraben, Nechelheim, Pogusch, Scheuchenegg
- Sankt Marein im Mürztal
  - Graschnitz, Schaldorf, Sonnleiten-Wieden
- Thörl
  - Fölz, Hinterberg, Palbersdorf
- Turnau
  - Au bei Turnau, Göriach, Seewiesen, Stübming, Thal

### Comuni
- Aflenz Land
  - Döllach, Dörflach, Graßnitz, Jauring, Tutschach
- Etmißl
  - Lonschitz, Oisching
- Frauenberg
  - Graschnitzgraben
- Gußwerk
  - Aschbach, Gollrad, Greith, Wegscheid, Weichselboden
- Halltal
  - Freingraben, Mooshuben, Rechengraben, Schöneben, Walstern
- Parschlug
  - Göritz, Pogier
- Pernegg an der Mur
  - Gabraun, Kirchdorf, Mautstatt, Mixnitz, Pernegg, Roßgraben, Traföß, Zlatten
- Sankt Ilgen
- Sankt Katharein an der Laming
  - Hüttengraben, Oberdorf, Obertal, Rastal, Untertal
- Sankt Sebastian
  - Grünau, Thörl, Fölz, Hinterberg (Gemeinde Thörl), Palbersdorf
- Tragöß
  - Oberort, Pichl-Großdorf, Tal, Unterort